# 日本省電
株式会社日本省電（にほんしょうでん）は、東京都千代田区内幸町一丁目に本社を置き、企業の電力調達等を通して、エネルギーコスト削減支援、エネルギーマネジメント支援やESG/SDGs向けの再エネ電力調達支援を行っている。支援実績は6000件、900億円を超える。
会社名が長いため、英語のJAPAN ENERGY & ECOLOGY, Inc.の頭文字をとって、JEEと略して呼ばれることも多い。
代表である久保欣也は、早稲田大学招聘研究員の経験があり、日経BPの講師なども務める。また、代表を兼任するビジネスデザイン研究所では、電力業界向けのコンサルティングも行っている。

## 沿革
- 2018年（平成30年）5月：株式会社日本省電を設立。
- 2020年（令和2年）：サンフロンティア不動産株式会社と協業し、オフィスビルテナント向けの再生可能エネルギー電力サービスを開始[2]し、不動産再生物件において100％カーボンニュートラルを実現[3][4]。
- 2020年8月：日経BPから”コスト削減と再エネ導入を成功させる 最強の電力調達 完全ガイド”を出版[5]。